# Partit Progressista Democràtic Guadalupeny
El Partit Progressista Democràtic Guadalupeny (PPDG) és un partit polític de Guadalupe, fundat el 1991 per antics militants del Partit Comunista Guadalupeny (PCG), després de la desaparició de l'URSS encapçalats per Daniel Géniès i Henri Bangou, historiador i més tard alcalde de Pointe-à-Pitre, qui acusa als comunistes de poc compromís amb l'autonomia de l'illa. A les eleccions regionals de 1992 va obtenir el 10,48% dels vots i 5 escons, mentre que a les eleccions regionals de 1998 es presentà al Consell Regional de Guadalupe en coalició amb la Federació Guadalupenya del Partit Socialista. A les eleccions regionals de 2004 formà part de la coalició del socialista Victorin Lurel
El seu principal dirigent és professor d'Humanitats i ex diputat Ernest Moutoussamy, alcalde de Saint-François.

## Resultats electorals

### Eleccions legislatives
| Any   | 1a volta | 1a volta | 2a volta | 2a volta | Escons | +/- | Govern            |
| Any   | Vots     | %        | Vots     | %        | Escons | +/- | Govern            |
| ----- | -------- | -------- | -------- | -------- | ------ | --- | ----------------- |
| 1993  | 13.380   | 13,19    | 23.055   | 29,66    | 1 / 4  | Nou | Oposició          |
| 1997  | 15.071   | 15,42    | 28.915   | 26,46    | 1 / 4  | =   | Oposició          |
| 2002  | 10.035   | 11,20    | 14.332   | 13,37    | 0 / 4  | 1   | Extraparlamentari |
| 2007  | 9.790    | 10,21    | 16.234   | 13,50    | 0 / 4  | =   | Extraparlamentari |
| 2017  | 1.059    | 1,42     |          |          | 0 / 4  | =   | Extraparlamentari |
| 2022a | 5.532    | 7,36     | 15.484   | 18,90    | 1 / 4  | 1   | Oposició          |
| 2024b | 10.903   | 10,79    | 19.801   | 19,19    | 1 / 4  | =   | Oposició          |

a Part de la Nova Unió Popular Ecològica i Social.
b Part del Nou Front Popular.